# Nightmare
Nightmare je album ameriške glasbene skupine Avenged Sevenfold. Izšel je 2010 pri založbi Warner.

## Seznam skladb
1. "Nightmare" - 6:15
2. "Welcome to the Family" - 4:05
3. "Danger Line" - 5:28
4. "Buried Alive" - 6:44
5. "Natural Born Killer" - 5:15
6. "So Far Away" - 5:26
7. "God Hates Us" - 5:19
8. "Victim" - 7:29
9. "Tonight the World Dies" - 4:41
10. "Fiction" - 5:08
11. "Save Me" - 10:57